# Arzenc-d'Apcher
Arzenc-d'Apcher es una comuna francesa situada en el departamento de Lozère, en la región de Occitania. Tiene una población estimada, en 2020, de 50 habitantes.

## Demografía
| 300 | 192 | 310 | 303 | 276 | 320 | 317 | 249 | 232 | 202 | 208 | 175 | 156 | 192 | 181 | 182 | 176 | 170 | 156 | 157 | 134 | 134 | 122 | 135 | 119 | 93 | 54 | 44 | 49 | 58 | 50 |
| Para los censos de 1962 a 1999 la población legal corresponde a la población sin duplicidades (Fuente: INSEE [Consultar]) |     |     |     |     |     |     |     |     |     |     |     |     |     |     |     |     |     |     |     |     |     |     |     |     |    |    |    |    |    |    |